# イギリス・フレンズ協議会
イギリス・フレンズ協議会（イギリスフレンズきょうかい、Quaker Peace and Social Witness、QPSW）は、イギリスに本部を置くクエーカーの組織であり、平等、正義、平和、純真、真実といったクエーカーの宣誓を宣伝し実践するための組織である。小さな地方組織と、大きな国際的組織があり、圧力団体となっている。

## 歴史
QPSWはもともと、1868年から1927年にFriends Foreign Mission Associationという名前で行われていた布教活動だった。Mission Associationは1919年から1927年まで活動したCouncil for International Serviceと統合されてFriends Service Councilという組織になった。この組織は1978年に改名してQuaker Peace and Serviceとなり、さらに2001年からQuaker Peace & Social Witnessという名前になった。
1947年にはアメリカ・フレンズ奉仕団（AFSC）とともにノーベル平和賞を受賞した。